# Цмелюв
Цме́люв (Цьме́люв, Цмелев, пол. Ćmielów) — город в Польше, входит в Островецкий повят, Свентокшиское воеводство. Занимает площадь 13,44 км². Население — 3014 человека (на 1 января 2018 год). Местонахождение властей городско-сельской гмины Чмелюв.

## История
Первые исторические упоминания о Цмелюве относятся к XIV веку. Права города были предоставлены Цмелюву на основании привилегии местоположения от 19 мая 1505 года, выданной в Радоме королем Александром Ягеллоном.
В 1576–1578 годах был частью Сандомирском воеводстве и принадлежал Николаю Радзивиллу по прозвищу Сиротка.
В Цмелюве находится одна из самых старых в Польше фабрик по производству фарфора, основанная в 1790 году местным гончаром Войтасом как мануфактура глиняных изделий и фаянса. Производство фарфора было начато в 1838 году.
В 1870 году Цмелюв потерял свои городские права и резиденцию городских властей, которая была перенесена в близлежащюю Кшоновице.
В 1962 году Цмелюв восстановил права города. В 1975–1998 годах город административно принадлежал Тарнобжегскому воеводству.

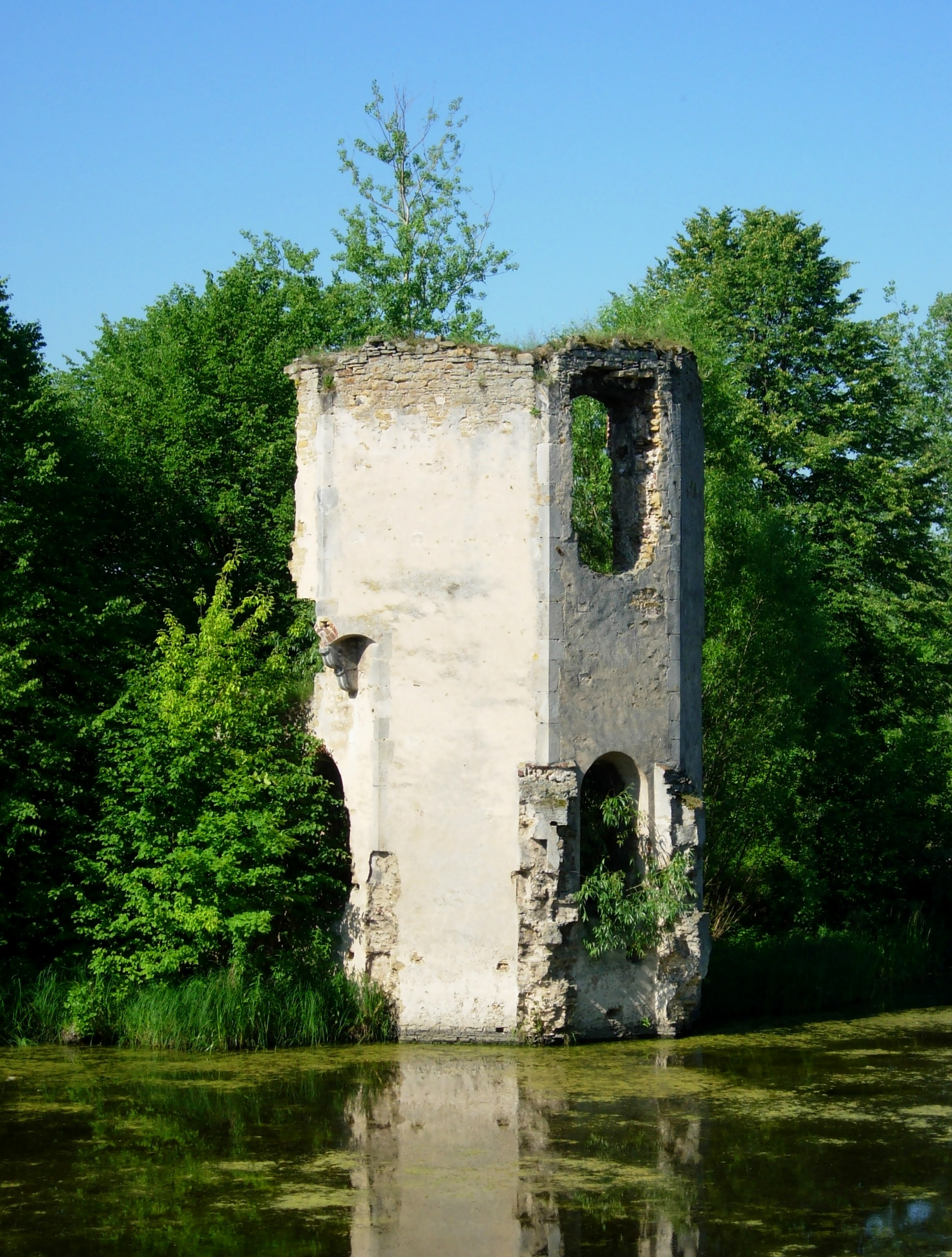
Руины замка

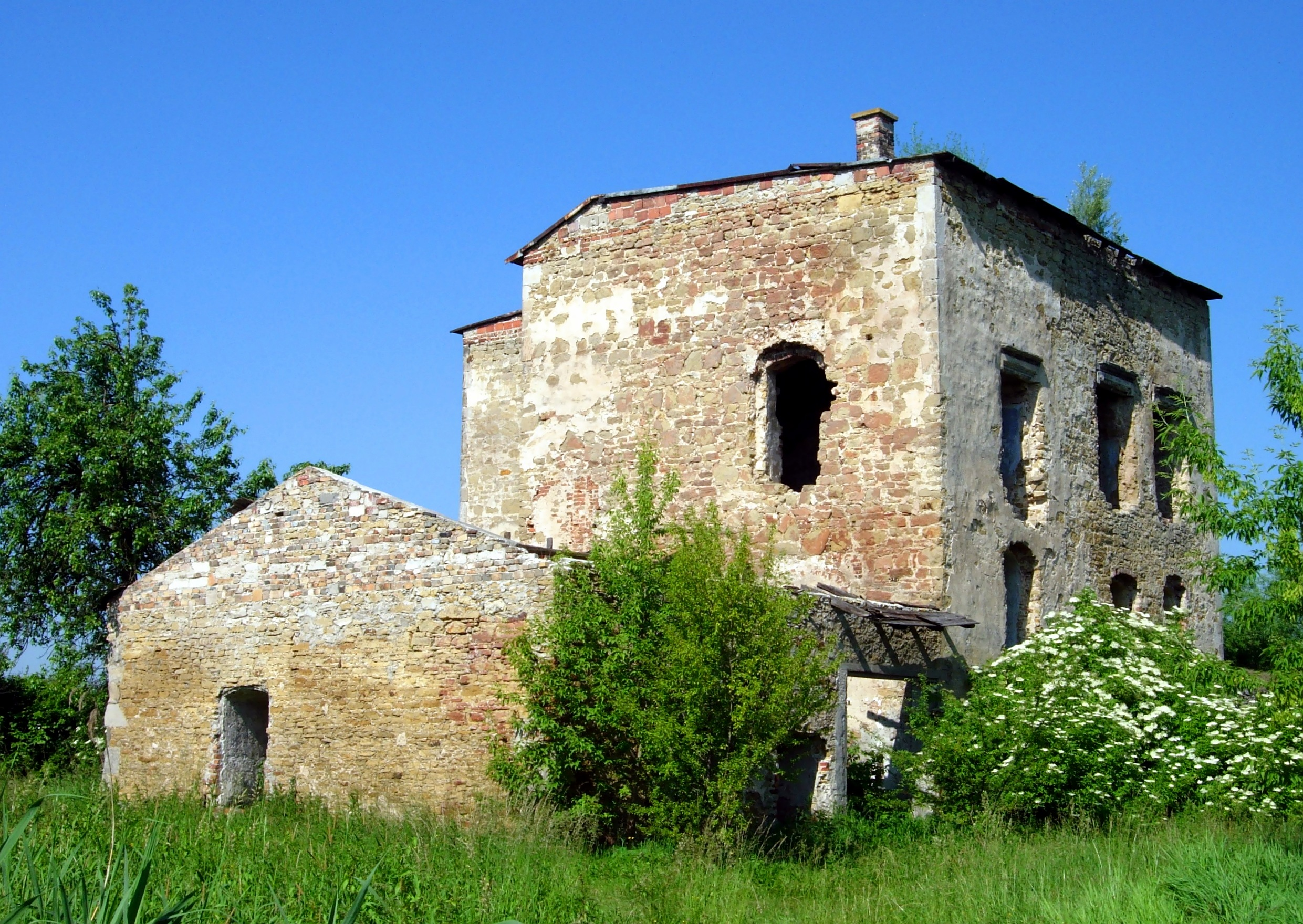
Руины замка

## Современный Цмелюв
Основное предприятие города — Фарфоровый завод «Цмелев» (пол. Zakłady Porcelany „Ćmielów”), входит в Польскую фарфоровую группу (пол. Polska Grupa Porcelanowa)
Музей живого фарфора в Цмелюве (пол. Żywe Muzeum Porcelany w Ćmielowie) — музей живой истории, представляющий процесс изготовления фарфора с обширной коллекцией от малаховского фаянса до новейших изделий. Открыт в мае 2005 года.
В городе есть свой футбольный клуб, Świt Ćmielów, основанный в 1952 году.

## Известные жители
- Радзивилл, Николай Христофор Сиротка — государственный и военный деятель Великого княжества Литовского.